# Bryssels sexdagars
Bryssels sexdagars var ett sexdagarslopp i bancykling som avhölls i Bryssel från 1912 till 1971. Från starten fram till 1965 kördes det i Sportpaleis van Schaarbeek, men denna anläggning revs 1966.
Flest segrar, åtta stycken, har Rik Van Steenbergen.

## Podieplaceringar
| År         | Vinnare                               | Tvåa                                     | Trea                                 |
| 1912 mars  | Alfred Hill Eddy Root                 | Cyrille Van Hauwaert Arthur Vanderstuyft | Elmer Collins Peter Drobach          |
| 1912 dec.  | René Vandenberghe Octave Lapize       | Léon Comès Lucien Petit-Breton           | Charles Charron Michel Debaets       |
| 1914       | Cyrille Van Hauwaert John Stol        | Jules Miquel Octave Lapize               | Reginald McNamara Jimmy Moran        |
| 1915       | Cyrille Van Hauwaert Joseph Van Bever | Alfons Spiessens René Vandenberghe       | Marcel Buysse Pierre Van De Velde    |
| 1916- 1918 | Ej avhållet (första världskriget)     | Ej avhållet (första världskriget)        | Ej avhållet (första världskriget)    |
| 1919       | Marcel Dupuy Philippe Thys            | Alfons Spiessens Émile Aerts             | Aloïs Persyn Pierre Van De Velde     |
| 1920       | Marcel Buysse Alfons Spiessens        | Marcel Berthet Charles Deruyter          | Henri Van Lerberghe Émile Aerts      |
| 1921       | Marcel Berthet Charles Deruyter       | Alfons Spiessens Émile Aerts             | Albert Desmedt Jos Van Bever         |
| 1922       | Piet van Kempen Émile Aerts           | Louis Eyckmans Pierre Rielens            | Henri Wynsdau Théo Wynsdau           |
| 1923       | César Debaets Jules Van Hevel         | Piet van Kempen Émile Aerts              | Maurice Dewolf John Van Ruysseveldt  |
| 1924       | Pierre Rielens Émile Aerts            | Alfons Goossens Victor Standaert         | Julien Delbecque Jules Verschelden   |
| 1925       | Piet van Kempen Émile Aerts           | Alfred Grenda Alec McBeath               | Maurice Dewolf Philippe Thys         |
| 1926       | Piet van Kempen Klaas van Nek         | Aloïs De Graeve Emile Thollembeek        | Aloïs Persyn Jules Verschelden       |
| 1927       | Pierre Rielens René Vermandel         | Adolphe Charlier Henri Duray             | Hilaire Hellebaut Frans Roels        |
| 1928       | Henri Duray Félix Sellier             | Alfons Standaert Victor Standaert        | César Debaets Henri Stockelynck      |
| 1929       | Ferdinand Goris Armand Haesendonck    | Roger De Neef Albert Desmedt             | Alfons Standaert Victor Standaert    |
| 1930       | Piet van Kempen Paul Buschenhagen     | René Vermandel Joseph Wauters            | Pierre Rielens Michel Van Vlockhoven |
| 1931       | Roger Deneef Adolphe Charlier         | Piet van Kempen Jules Van Hevel          | Arturo Bresciani André Mouton        |
| 1932       | Jan Pijnenburg Janus Braspennincx     | Roger Deneef Adolphe Charlier            | Henri Aerts Armand Haesendonck       |
| 1933       | Jan Pijnenburg Adolf Schön            | Roger Deneef Adolphe Charlier            | Emil Richli Georges Wambst           |
| 1934       | Jan Pijnenburg Cor Wals               | Emil Richli Adolf Schön                  | Adolphe Charlier Gerard Loncke       |
| 1935       | Roger Deneef Adolphe Charlier         | Jan Pijnenburg Cor Wals                  | Albert Buysse Antonin Magne          |
| 1936       | Albert Buysse Albert Billiet          | Roger Deneef Adolphe Charlier            | Jean Aerts Adolf Schön               |
| 1937       | Jean Aerts Omer De Bruycker           | Roger Deneef Adolf Schön                 | Learco Guerra Giuseppe Olmo          |
| 1938       | Avbrutet efter 55 timmar              | Avbrutet efter 55 timmar                 | Avbrutet efter 55 timmar             |

| År         | Vinnare                                | Tvåa                                   | Trea                                   |
| 1939       | Kees Pellenaars Frans Slaats           | Albert Buysse Albert Billiet           | Omer De Bruycker Karel Kaers           |
| 1940       | Omer De Bruycker Karel Kaers           | Achiel Bruneel Jef Scherens            | Robert Naeye Adelin Van Simaeys        |
| 1941- 1946 | Ej avhållet (andra världskriget)       | Ej avhållet (andra världskriget)       | Ej avhållet (andra världskriget)       |
| 1947       | Gerrit Schulte Gerrit Boeyen           | Maurice Depauw jr Ernest Thyssen       | Kamiel Dekuysscher Fernand Spelte      |
| 1948       | Rik Van Steenbergen Marcel Kint        | Achiel Bruneel Kamiel Dekuysscher      | Lucien Acou Robert Fruythof            |
| 1949       | Rik Van Steenbergen Marcel Kint        | Gerrit Schulte Gerrit Peters           | Valère Ollivier Ernest Thyssen         |
| 1950       | Jos De Beuckelaer Achiel Bruneel       | Gerrit Schulte Gerrit Peters           | Albert Ramon Ernest Thyssen            |
| 1951       | Rik Van Steenbergen Stan Ockers        | Robert Naeye Ernest Thyssen            | Valère Ollivier Gerard Buyl            |
| 1952       | Lucien Acou Achiel Bruneel             | Lucien Gillen Georges Senfftleben      | Émile Carrara Dominique Forlini        |
| 1953       | Hugo Koblet Armin von Büren            | Gerrit Schulte Gerrit Peters           | Rik Van Steenbergen Stan Ockers        |
| 1954       | Georges Senfftleben Dominique Forlini  | Rik Van Steenbergen Stan Ockers        | Gerrit Schulte Gerrit Peters           |
| 1955       | Rik Van Steenbergen Emile Severeyns    | Jean Brankart Stan Ockers              | Gerrit Schulte Gerrit Peters           |
| 1956       | Rik Van Steenbergen Emile Severeyns    | Willy Lauwers Arsene Rijckaert         | Lucien Acou Rik Van Looy               |
| 1957       | Willy Vannitsen Rik Van Looy           | Georges Senfftleben Dominique Forlini  | Rik Van Steenbergen Emile Severeyns    |
| 1958       | Rik Van Steenbergen Emile Severeyns    | Reginald Arnold Fred De Bruyne         | Gerrit Schulte Jean Brankart           |
| 1959       | Gerrit Schulte Peter Post              | Rik Van Steenbergen Emile Severeyns    | Klaus Bugdahl Ferdinando Terruzzi      |
| 1960       | Rik Van Steenbergen Emile Severeyns    | Rik Van Looy Peter Post                | Emile Daems Willy Vannitsen            |
| 1961       | Rik Van Looy Peter Post                | Rik Van Steenbergen Emile Severeyns    | Klaus Bugdahl Fritz Pfenninger         |
| 1962       | Rik Van Steenbergen Palle Lykke Jensen | Peter Post Willy Vannitsen             | Emile Daems Emile Severeyns            |
| 1963       | Peter Post Fritz Pfenninger            | Rik Van Steenbergen Palle Lykke Jensen | Rik Van Looy Hugo Scrayen              |
| 1964       | Peter Post Fritz Pfenninger            | Rik Van Steenbergen Palle Lykke Jensen | Robert Lelangue Theo Verschueren       |
| 1965       | Peter Post Tom Simpson                 | Eddy Merckx Patrick Sercu              | Rik Van Steenbergen Palle Lykke Jensen |
| 1966- 1969 | Ej avhållet                            | Ej avhållet                            | Ej avhållet                            |
| 1970       | Peter Post Jacques Mourioux            | Ferdinand Bracke Norbert Seeuws        | Julien Stevens Noel Van Clooster       |
| 1971       | Albert Fritz Sigi Renz                 | Roger De Vlaeminck Patrick Sercu       | Ferdinand Bracke Peter Post            |